# Ducové
Ducové és un poble i municipi d'Eslovàquia que es troba a la regió de Trnava, a l'oest del país. La primera menció escrita de la vila es remunta al 1348.

## Demografia
| Godina             | 1994 | 2004   | 2014    | 2024    |
| ------------------ | ---- | ------ | ------- | ------- |
| Nombre de persones | 334  | 357    | 416     | 482     |
| Diferència         |      | +6,88% | +16,52% | +15,86% |

| Godina             | 2023 | 2024   |
| ------------------ | ---- | ------ |
| Nombre de persones | 476  | 482    |
| Diferència         |      | +1,26% |